# 深圳經濟特區
深圳經濟特區，是位於中國深圳市的經濟特區，1980年8月26日設立。最初範圍僅包括今日深圳市的羅湖、福田、南山、鹽田等4區；至2010年5月31日，中华人民共和国国务院批准深圳市寶安、龍崗关外兩區自該年7月1日起起劃入深圳經濟特區，使特區範圍擴大至深圳全市。

## 历史沿革
1978年4月，习仲勋主政广东，对港深边界、东莞、惠州一线进行了考察调研。自此宝安县发展小额贸易、建设蔬菜和外贸基地的计划也开始实施。对于商品经济和市场经济的管制开始松动。1978年底，养鸡超过6只就是“资本主义”的意识形态教条被打破，莲塘大队与香港五丰行合作，生产队一次为香港客户养了10万只鸡，每卖一只鸡，宝安农民可以赚2元左右的利润。在制度上，莲塘村政府特许，给从事养殖的村民发放110张“过境耕作证”。
1978年12月中共十一届三中全会召开后，邓小平取代党主席兼总理华国锋成为实际的最高领导人，并开启了改革开放。
深圳经济特区成立于1980年8月，是中华人民共和国最早成立的经济特区之一，也是改革开放后办得最好、影响力最大的特区。1980-2000年，深圳经济特区的面积为327.5平方公里。
深圳毗邻香港，区位上拥有中国其他城市和特区不可相比的优势。香港是国际金融、贸易、航运中心之一，为深圳经济特区利用外资、引进先进技术和管理经验，发展外向型经济提供有利条件。1981年9月，深圳按广州市规格配备干部。1988年11月，深圳实行计划单列，享有省一级经济管理权限。1992年7月1日，全国人大常委会授予深圳市人大及其常委会、市政府分别制定法规和规章在深圳经济特区实施的权力。

## 管制措施
在中國國務院批准下，深圳經濟特區於1982年6月設置管制人員進出的管理線，这条管理線全长84.6公里，沿線設有鐵絲網、檢查站等管制設施，被稱為「二線關口」、「二線關」或「二線」（對應深港交界處的「一線關口」），特區也因此被俗稱為「關內」。在管理線沿線設有多個俗稱「關」的檢查站，最初只设置有布吉、南头、沙湾、白芒、盐田坳、背仔角6个检查站，后共设有16个陆路关口、1个水上关口及23个耕作口。根据当时的法规规定，深圳特区户籍居民必须凭居民身份证，非深圳特区户籍居民必須憑户籍所在地所签发的邊防證才可出入特區。由寶安區、龍崗區等原非特區之深圳市轄區進入原特區內被稱作“入關”，反之為“出關”。乘搭公交、大巴的乘客，需下車過關檢查，才能乘搭原車再進行剩餘的旅程；而2004年前乘搭廣深城際列車（S或深字起頭車次）的乘客，必須持有邊防證或深圳戶籍身份證，並於車上接受檢查。
以下为「二線關」存在时期，深圳所拥有的陆路关口：
- 新城关口（宝安大道、关口二路）
- 南头关口（深南大道 广深公路、关口二路）
- 同乐关口（廣深高速 京港澳高速）
- 南光关口（ 南光高速公路）
- 白芒关口（松白路 256县道）
- 福龙关口（福龍路S3111）
- 新区大道关口（新区大道）
- 梅林关口（梅观高速公路 珠三角环线高速、彩田路）
- 南坪关口（南坪快速路）
- 清平关口（ 清平高速公路）
- 布吉关口（深惠路 205国道）
- 沙湾关口（沙湾路，布沙路 360省道）
- 盐排高速关口（盐排高速 武深高速）
- 盐田关口（ 惠盐路）
- 溪冲关口（ 盐坝高速公路）
- 背仔角关口（深葵路）

二線關口最初對深圳經濟特區的安全維護有著重大作用，但隨著深圳城市規模的擴大，二線關口耗時的人員審查措施，反而成為阻礙深圳城市發展的絆腳石。为了提高通关效率，在1990年代初期，边防部门对经常出入特区的深圳市党政领导和企事业单位发放优检证。
1997年香港回归后，“二线关”开始对经济特区的整体规划、关内外社会经济平衡发展以及全国人民与特区的交往等方面的限制逐渐凸现；再加上粤港经济、人才交往活动大为增加，经济发展需要创造一个更自由的环境。为此，早在1998年，便有政协委员提出撤销“二线关”。
2005年1月1日起，进入深圳、珠海的群众办理边防证不再交费。2006年，深圳特檢站各分站逐步全面安裝身份證查檢系統，取消辦理邊防證過關的繁雜程序，僅憑身份證，就可順利過關，這樣也變相取消了邊防證制度。中國內地居民僅需憑居民身份证即可進出特區，但仍然需要接受检查站边防人员的检查。随着边防证检查撤销，特区内外一体化的进程加快，“二线关”作为特区城市发展障碍招致的批评更为激烈，梅林关、布吉关成为最为集中的拥堵点，深圳市更一度流传“英雄难过梅林关”、“我怕来布吉（不及）”的说法。2008年1月1日，原来前往深圳所需的边防证正式停止办理。特区范围在2010年扩大到深圳全市後，不再有关内关外之分，惟仍然保留原有之特区管理线，新建连接关内外的道路（如丹平快速路、新彩隧道、留仙大道）則已不设检查站。2011年深圳地铁“五线齐通”，地铁从布吉检查站（草埔站）、梅林检查站（民乐站）及前海湾、留仙大道、百鸽笼等处跨过二线关，一度缓解二线关关口压力。2013年9月，梅林检查站岗亭等设施被拆除；2014年7月，各检查站的所有官兵被分流到其他边防单位。2015年6月4日晚，深圳启动二线关口交通改善工程，对包括南头关、布吉关等在内的16个二线关口进行拆除车检通道查验设施等工程，深圳經濟特區的管理線至此名存實亡。根据深圳市口岸办提交的报告指出，二线检查站的设施已经全部清除，二线关口正式走入历史记忆。
2018年1月6日，中华人民共和国国务院发布关于同意撤销深圳经济特区管理线的批复，存在了36年的深圳二线关正式成为历史。

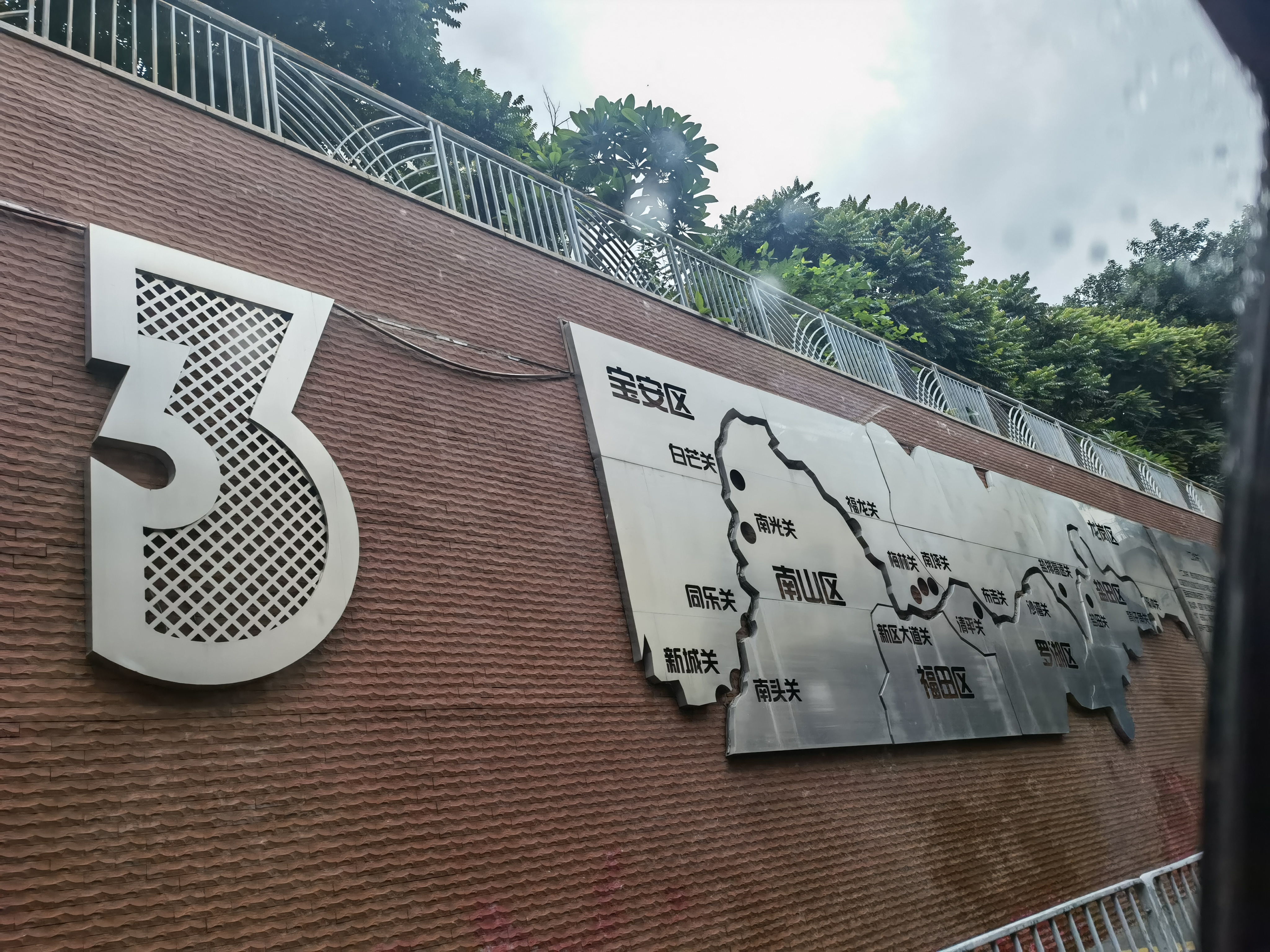
深圳“二线关”分布图
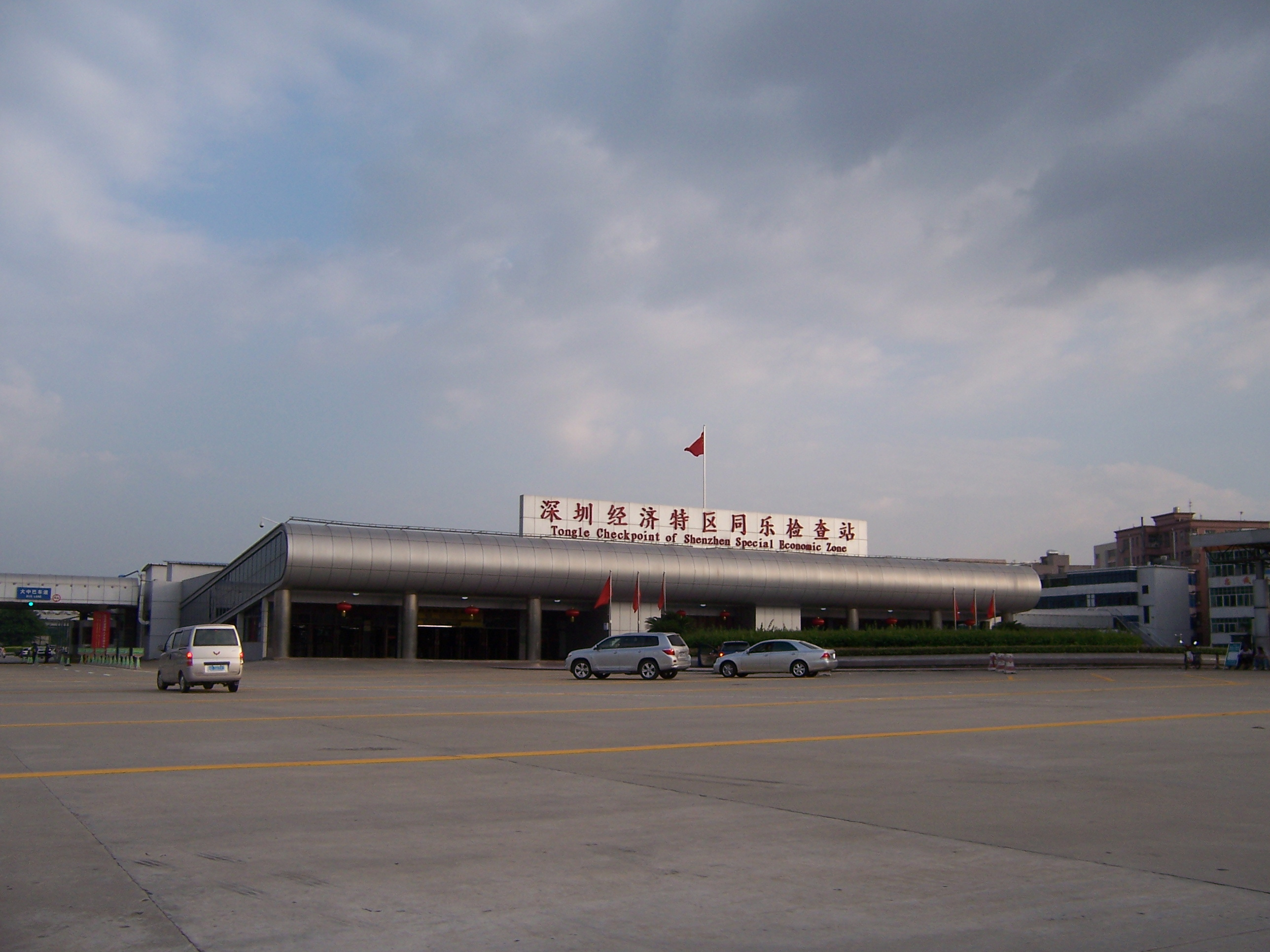
设在广深高速公路的同乐检查站（已停用）
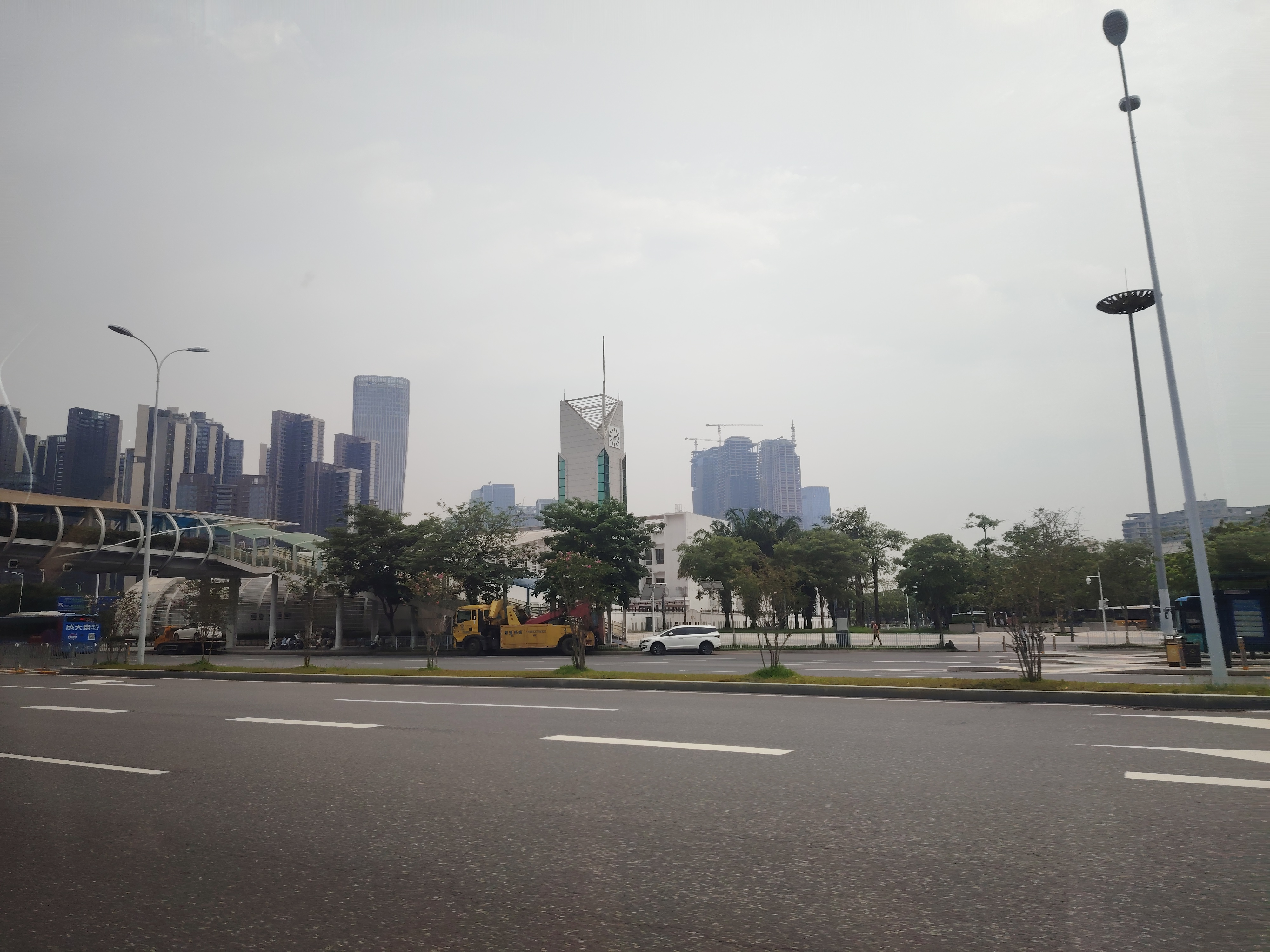
宝安新城检查站（已停用）
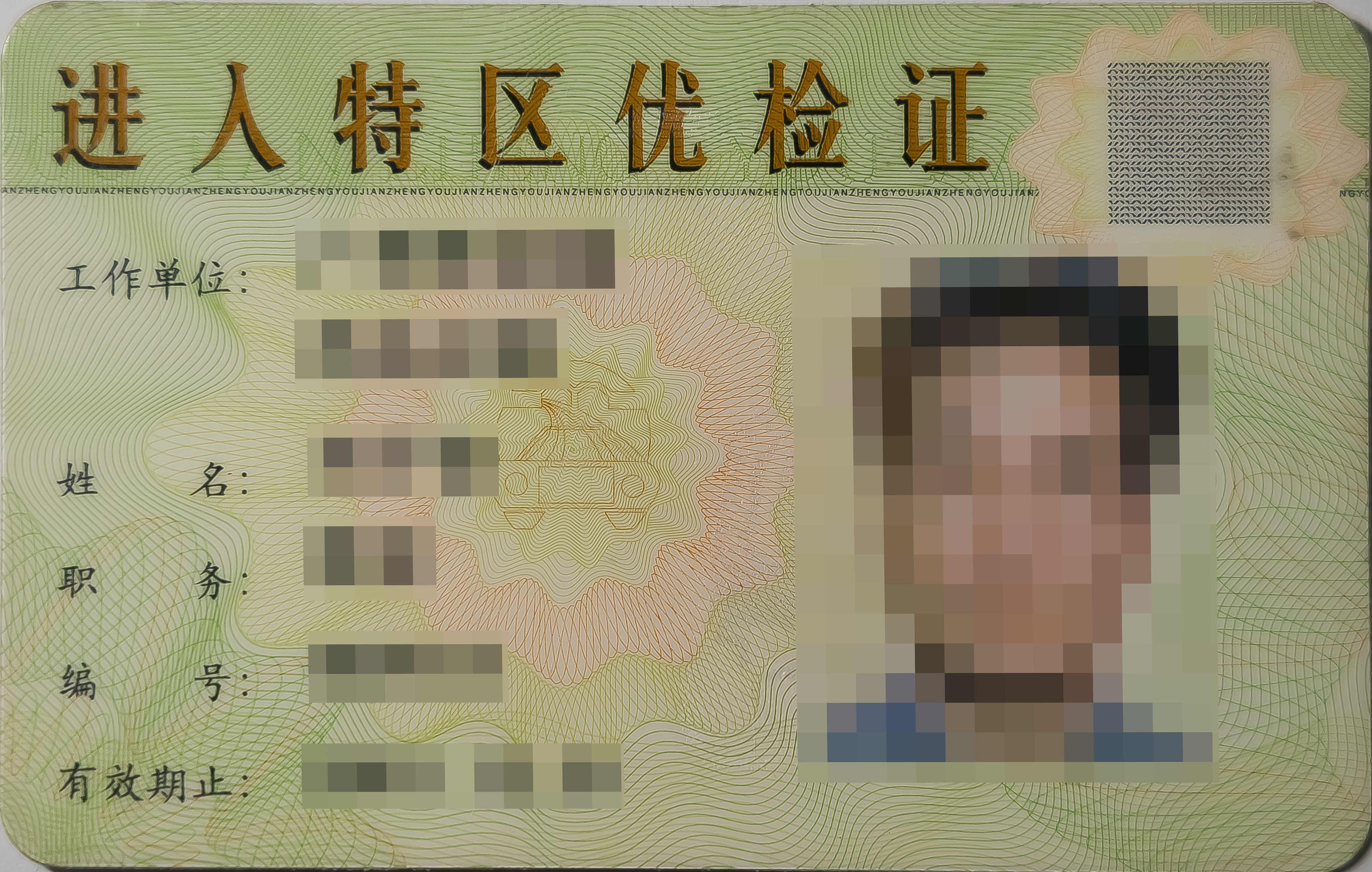
深圳經濟特區之進入特區優檢證，由廣東省公安廳邊防局簽發

## 轶事

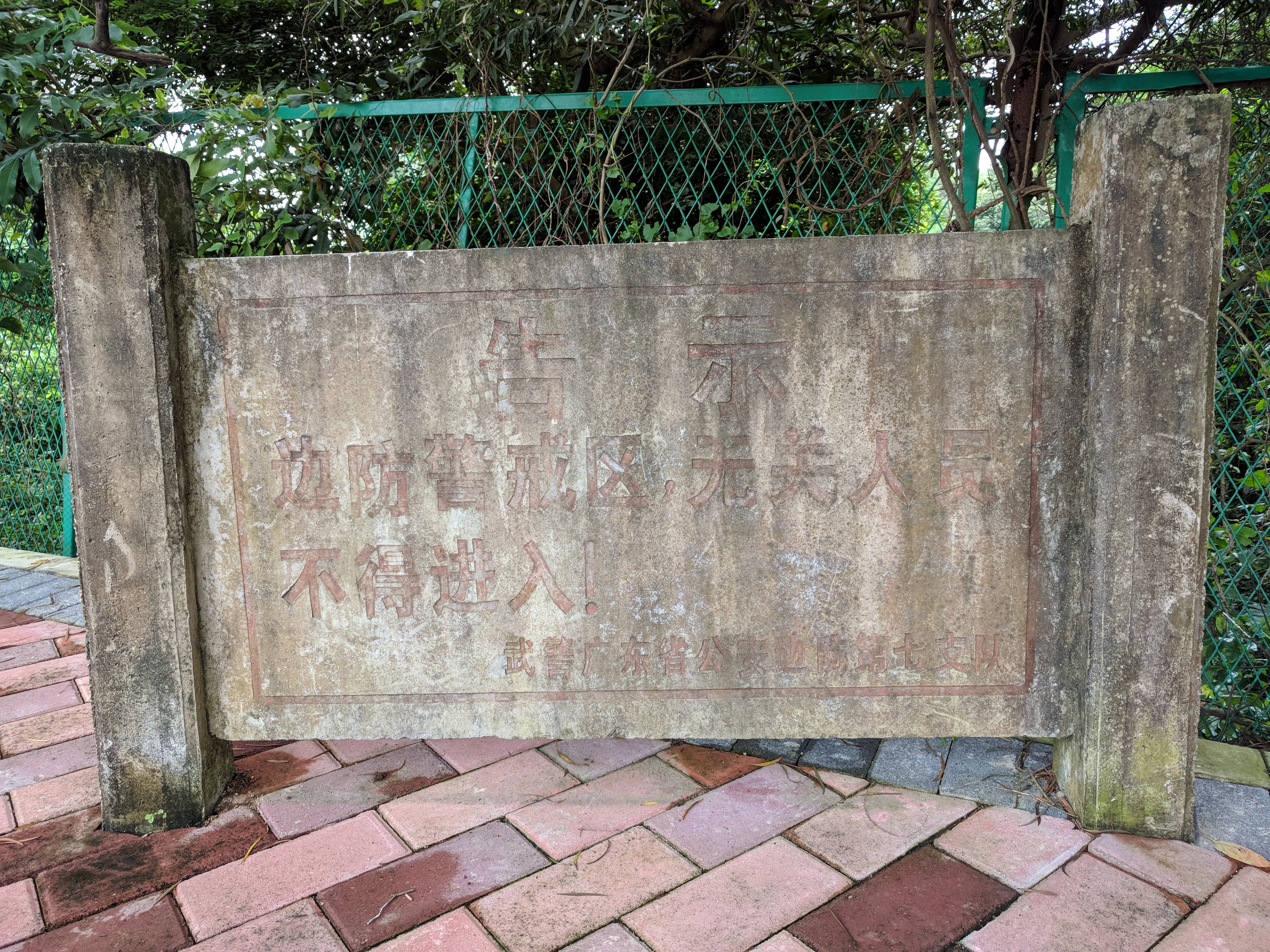
南方科技大学内的二线关标示

由于二线关撤销后二线关附近有不少发展，其中南方科技大学成为深圳唯一一个横跨二线关的单位，二线公路横穿了学校。